# Oued Berkeche
Oued Berkeche (în arabă وادى برقش) este o comună din provincia Aïn Témouchent, Algeria.
Populația comunei este de 4.343 de locuitori (2010).